# ウィリアム・ダフ (初代ファイフ伯爵)
初代ファイフ伯爵ウィリアム・ダフ（英語: William Duff, 1st Earl Fife、1697年 - 1763年9月30日）は、イギリスの貴族、政治家。1727年から1734年まで庶民院議員を務めた。

## 生涯

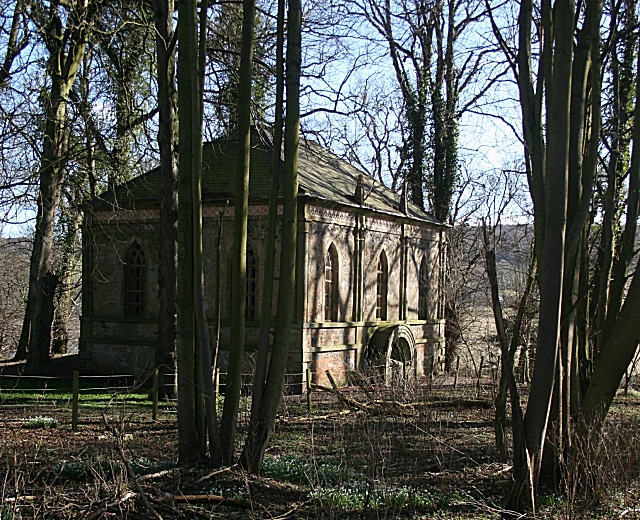
邸宅ダフ・ハウス内にある一族の霊廟。

ディプルのウィリアム・ダフ（William Duff of Dipple、1653年 - 1722年）と1人目の妻ヘレン・ゴードンの息子として生まれた。1722年に父の死去に伴って、その地所を相続した。
1727年から1734年までバンフシャー選挙区選出のグレートブリテン王国庶民院議員を務め、1734年に七年議会法の廃止に反対票を投じた。
1735年にキルブライドのブレイコー男爵に叙せられた。1745年ジャコバイト蜂起に際しては政府を支持した。続く1759年にファイフ伯爵に昇るとともに、マクダフ子爵に叙された。ただし、アイルランド貴族院で活動することはなかった。1763年にバンフシャー、ロジメイ村にて死去、グレンジ教会に埋葬された。のちに邸宅ダフ・ハウス内の霊廟に改葬された。

## 家族
1719年、バンフシャーのカレンで第4代フィンドレイター伯爵および初代シーフィールド伯爵ジェイムズ・オグルヴィの娘ジャネット（Lady Janet Ogilvy、1721年没）と結婚したが、2人の間に子供はいなかった。
1723年に、第6代準男爵ジェームズ・グラントの娘ジーン（Jean Grant、1788年1月16日没）と再婚し、7男7女を儲けた。
- ウィリアム（1724年 - 1753年）　未婚のまま死去
- アン（1725年 - 1805年）
- ジャネット（1727年 - 1758年3月3日没） - ウィリアム・ゴードン（1751年没）と結婚、ジョージ・ヘイと再婚
- ジェームズ（英語版）（1729年 - 1809年）　第2代ファイフ伯爵
- アレグザンダー（1731年 - 1811年） - 第3代ファイフ伯爵
- ジェーン（1732年 - 1776年） - 1753年10月25日、キース・アークハート（Keith Urquhart）と結婚
- ジョージ（1736年 - 1828年）
- ルドヴィク（Ludovic、1737年 - 1811年10月14日） - 子供なし
- パトリック（1738年）
- ヘレン（1739年 - 1778年9月20日） - 1764年、ロバート・ダフ（1787年6月6日没）と結婚、子供あり
- ソフィア・ヘンリエッタ（1740年 - 1826年） - 1774年7月13日、トマス・ウォートンと結婚
- キャサリン（1741年 - 1765年）
- アーサー（英語版）（1743年 - 1805年） - 庶民院議員、生涯未婚
- マーガレット（1745年 - 1786年4月24日） - 1768年3月6日、ジェームズ・ブロディー（James Brodie、1824年1月17日没）と結婚。事故死